# 薮羚
藪羚，又名樹羚，是西非及中非一種細小至中等大小的羚羊。牠們與南非藪羚一同被稱為叢羚，但兩者是分佈在不同地方的不同物種。藪羚在藪羚屬中最為接近安氏藪羚。

## 分佈
藪羚分佈在由塞內加爾及毛里塔尼亞南部，橫跨薩赫勒，東至埃塞俄比亞及厄立特里亞，南至安哥拉及剛果民主共和國南部。牠們棲息在長有林木的大草原、中非共和國、加蓬、剛果民主共和國及剛果共和國的雨林地區、巴門達高原（Bamenda Highlands）及喀麥隆火山的山區森林、及埃塞俄比亞低地及厄立特里亞的半乾旱地區。牠們並深入剛果盆地的雨林。

## 特徵
藪羚一般較為細小，主要呈紅色或黃褐色。牠們有明顯的垂直斑紋，最少有一條橫向斑紋。其斑紋的明顯度會隨地區的群落而有所分別，當中最不明顯的是在埃塞俄比亞及厄立特里亞的埃塞俄比亞藪羚（T. s. decula）。另外亦有7個群落。指名亞種（T. s. scriptus）分佈在西非，包括塞內加爾、岡比亞、幾內亞及塞拉里昂；另有兩個群落分別分佈在沃爾特河（Volta River）上下游；一個在尼日利亞的尼日爾河盆地東至克里斯河州；T. s. phaleratus分佈在巴門達高原經喀麥隆、加蓬、剛果、剛果民主共和國至安哥拉北部；尼羅藪羚（T. s. bor）則分佈在乍得橫跨中非共和國至尼羅河；最後，T. s. dodingae分佈在尼羅河以東蘇丹南部及烏干達北部的低地。